# Dolci inganni
Dolci inganni è un film del 1960 diretto da Alberto Lattuada.

## Trama
Francesca, che ha diciassette anni, è innamorata di Enrico, un architetto che ha vent'anni più di lei. A scuola la ragazza parla con le sue amiche delle esperienze vissute con Enrico. Uscita da scuola, Francesca accompagna la signora Margherita a fare compere e incontra un ragazzo, presentato come amico intimo della famiglia (in realtà un gigolò), che la porta nella villa patrizia di una principessa, la quale "usa" il ragazzo nel tempo libero. Giunta la sera, l'adolescente sente il bisogno di rivedere Enrico, così lo raggiunge sul posto di lavoro. Pian piano, però, Francesca si rende conto di essersi sbagliata sul suo conto.

## Produzione
(Alberto Lattuada su l'Unità del 20 agosto 1994)
Lattuada cercò di cavalcare l'onda del successo del romanzo Lolita, incentrando il film sul medesimo tema, dichiarando però che il suo lavoro voleva avere ben più ampio respiro piuttosto che occuparsi di una questione di cocente attualità. Nella stesura del soggetto consultò numerosi psicologi, medici, insegnanti, religiosi e persino dirigenti del centro prematrimoniale di Milano, i quali approvarono il contenuto del suo film.
Secondo il primo abbozzo, il film si sarebbe dovuto intitolare Le ninfette.

## Censura
A causa del tema di natura sessuale il film venne pesantemente modificato dalle direttive censorie. La censura, accusando il film di "prendere le mosse del lolitismo oggi imperante", "un concentrato di situazioni riprovevoli e assolutamente inaccettabili" e "un film degradante, che non fa certo onore al cinema italiano, e che lascia lo spettatore nauseato e disgustato" ordinò subito la modifica di 14 dialoghi. Con tali modifiche, il film esce nelle sale nazionali l'11 ottobre 1960 col divieto ai minori di 16 anni; il 26 novembre il Ministero del Turismo e dello Spettacolo, per ordine del Procuratore della Repubblica milanese Carmelo Spagnuolo, emise un'ordinanza verso le prefetture di tutta la penisola affinché il film venisse immediatamente sequestrato e ritirato dalla programmazione, addirittura interrompendo in alcuni casi la proiezione in corso.
(Alberto Lattuada)
Il 5 marzo 1961 la censura autorizzò la distribuzione ma, oltre alle modifiche ai dialoghi, ordinò l'eliminazione di 8 scene per un totale di 301,5 metri di pellicola.
Il 29 febbraio 1964 il giudice istruttore Generoso Petrella proscioglie Lattuada e il produttore Goffredo Lombardo da ogni accusa di oscenità, ordinando il dissequestro della pellicola col suo minutaggio originario.
(Alberto Lattuada, Filmcritica, n. 158, giugno 1965)
Il regista ricorda:
(Alberto Lattuada su l'Unità del 20 agosto 1994)
La revisione del 3 novembre 1998 elimina il divieto ai minori e reintegra i tagli della prima revisione. Il finale del film, quindi, è una delle cause del sequestro della pellicola. Tale finale nella prima versione della sceneggiatura aveva un esito molto differente:
(Alberto Lattuada)

## Critica
Sulle pagine de l'Unità il critico Mino Argentieri si scagliò duramente contro la censura:
(Leo Pestelli su La Stampa del 16 ottobre 1960)
(Giulio Cattivelli su Cinema Nuovo, 1960)
(Alberto Moravia su L'Espresso del 30 settembre 1960)

## Colonna sonora
1. Arrivederci, di Bindi/Calabrese, cantata da Don Marino Barreto Junior (1959)
2. Tornerai, di Olivieri/Rastelli (1937)